# Robin van Roosmalen
Robin van Roosmalen (ur. 1 października 1989 w ’s-Hertogenbosch) – holenderski kick-boxer, mistrz świata GLORY w wadze lekkiej (2014) oraz piórkowej (2016 i 2017).

## Kariera kickbokserska
W latach 2004–2008 walczył na krajowych galach. Pierwszy pojedynek na dużej gali stoczył 17 lutego 2008 na gali K-1 MAX Netherlands 2008 The Final Qualification zremisował z Leroyem Kaestnerem. Później, w tym samym roku notował porażki m.in. z Antoine Pinto czy Youssefem Boughanemem. W 2010 zadebiutował w organizacji It’s Showtime nokautując Williama Diendera. Przez następne dwa lata związany głównie z tą organizacją, gdzie w 2011 wygrał turniej wagi lekkiej, w finale nokautując Ukraińca Artura Kyszenko. W 2012 związał się z Glory World Series, gdzie w debiucie wystartował w turnieju wagi lekkiej, dochodząc ostatecznie do finału, w którym przegrał z Geworgiem Petrosjanem na punkty.
20 kwietnia 2013 wypunktował Surinamczyka Murthela Groenharta na gali Glory 7. 23 listopada tego samego roku kolejny raz uległ w finale turnieju organizowanego przez Glory, w którym uległ Andiemu Ristie przez nokaut. Po zwycięstwie nad Maratem Grigorianem, otrzymał szansę walki o tytuł mistrzowski GLORY w wadze lekkiej (-70 kg), przeciwko Gruzinowi Dawitowi Kirii. 7 listopada 2014 na Glory 18 odebrał pas mistrzowski Gruzinowi, wygrywając z nim na punkty. W 2015 dwukrotnie udanie obronił tytuł, wygrywając w rewanżu z Andym Ristie oraz z Tajem Sitthichaiem Sitsongpeenongiem. 
25 czerwca 2016 doszło do rewanżowego starcia z Sitsongpeenongiem, w którym lepszy, według sędziów okazał się Taj i to on został nowym mistrzem GLORY. 
21 października 2016 na Glory 34, zszedł kategorię niżej, tocząc walkę o mistrzostwo w wadze piórkowej z Kanadyjczykiem Gabrielem Vargą, ostatecznie będąc lepszym od obrońcy tytułu, wygrywając z nim przez TKO (rezygnacja z walki) w 4 rundzie. W ten sposób van Roosmalen stał się pierwszym w historii organizacji zawodnikiem, który zdobył dwa tytuły w różnych kategoriach wagowych.
19 stycznia 2017 podczas oficjalnego ważenia przed galą GLORY 37, nie zdołał wypełnić limitu wagowego, co skutkowało odebraniem mu pasa. Jego rywal Kanadyjczyk Matt Embree zachował możliwość zdobycia tytułu. Dobę później, 20 stycznia Roosmalen pokonał Embree przez TKO w 4. rundzie.
20 maja 2017 pokonał większościową decyzją Taja Petchpanomrung Kiatmookao zostając ponownie mistrzem GLORY wagi piórkowej. 30 września 2017 podczas GLORY 45 w Amsterdamie pokonał Ukraińca Serhija Adamczuka jednogłośnie na punkty, broniąc tym samym pas. 31 marca 2018 w Los Angeles pokonał w walce unifikacyjnej tymczasowego mistrza Kevina VanNostranda jednogłośnie na punkty.
29 września 2018 w trzeciej obronie pasa zmierzył się ponownie z Petchpanomrungiem, który wcześniej zdobył tymczasowy pas. Ostatecznie w rewanżu lepszy okazał się Taj, pokonując Holendra jednogłośną decyzją sędziów i odbierając mu regularny pas.

## Kariera MMA
20 lutego 2016 zawodowo zadebiutował w MMA pokonując przez nokaut w drugiej rundzie Greka Theo Michailidisa. 11 marca 2017 wygrał przez TKO z Macedończykiem Risto Dimitrovem w pierwszej rundzie.

## Osiągnięcia
- 2011: It’s Showtime „Fast & Furious 70 MAX – 1. miejsce w turnieju wagi lekkiej (70 kg)
- 2012: Glory 70 kg Slam Tournament – finalista turnieju w wadze lekkiej
- 2013: Glory Lightweight World Championship Tournament – finalista turnieju w wadze lekkiej
- 2014–2016: mistrz świata GLORY w wadze lekkiej
- 2016–2017: mistrz świata GLORY w wadze piórkowej
- 2017–2018: mistrz świata GLORY w wadze piórkowej